# Zenon din Eleea
Zenon din Eleea (greacă Ζήνων ὁ Ἐλεάτης) (cca. 490 î.Hr. – cca. 430 î.Hr.) a fost un filozof grec presocratic, din sudul Italiei, și membru al școlii filozofice a eleaților, întemeiată de Parmenides. Numit de Aristotel fondatorul dialecticii, el este cel mai bine cunoscut datorită paradoxurilor (aporiilor) sale. Se cunosc 40 de aporii ale sale.

|  | În această lume capricioasă, nimic nu este mai capricios decât faima postumă. Una din victimele cele mai remarcabile ale lipsei de judecată a posterității este eleatul Zeno. După ce a inventat patru argumente, toate nemăsurat de subtile și de profunde, majoritatea filozofilor care i-au urmat au spus despre el că este numai un șarlatan ingenios, și că argumentele sale nu sunt decât niște sofisme. După două mii de ani de respingere continuă, aceste sofisme au fost repuse în drepturi, devenind temelia unei renașteri a matematicii... | — Bertrand Russell The Principles of Mathematics |

## Viața
Se cunosc puține date despre viața lui Zenon. Prima sursă de informații biografice care ne-a parvenit a fost scrisă la aproape un secol de la moartea sa; este vorba despre dialogul Parmenide scris de Platon. În acest dialog, Platon descrie o vizită făcută de Zenon și Parmenide la Atena, pe când Parmenide avea în jur de 65 de ani, Zenon  se apropia de 40, iar Socrate era foarte tânăr. Dacă presupunem că Socrate avea în jur de 20 de ani, și considerând că s-a născut în anul 470 î.Hr., rezultă o dată aproximativă a nașterii lui Zenon în anul 490 î.Hr.
Platon spune că Zenon era înalt și plăcut la vedere și că în tinerețea sa ar fi fost... iubit de Parmenide.
Alte detalii despre viața lui Zenon, eventual că mai puțin credibile, sunt date de Diogenes Laertios în cartea "Viețile și opiniile marilor filozofi", în care afirmă că ar fi fost fiul lui Teleutagoras, dar că a fost adoptat de Parmenides, și că a fost arestat, și poate chiar ucis, de un tiran din Elea.

## Lucrări
Cu toate că mai mulți scriitori antici citează din operele lui Zenon, nici una nu a ajuns intactă până în zilele noastre.
Platon afirmă că scrierile lui Zenon „au fost aduse, pentru prima dată, la Atena cu ocazia vizitei făcute de Zenon și Parmenide”. Tot Platon ne informează că Zenon ar fi spus că această lucrare „menită să protejeze argumentele lui Parmenide”', a fost scrisă în tinerețea lui Zenon, furată și publicată fără consimțământul său. Tot Platon ne relatează o parafrază a lui Socrate a „primei teze a primului argument” din lucrarea lui Zenon, care sună astfel: "…if being is many, it must be both like and unlike, and this is impossible, for neither can the like be unlike, nor the unlike like" (dacă lucrurile existente sunt mai multe, atunci ele trebuie să fie asemănătoare și diferite iar aceasta este imposibil, deoarece cele ce sunt neasemenea nu pot fi asemenea iar cele asemenea nu pot fi neasemenea). 
Conform lui Proclus, în al său Comentariu la Parmenide al lui Platon, Zenon a compus "nu mai puțin de patruzeci de argumente ce ilustrează contradicții..."

## Metoda lui Zenon
Se pare că argumentele lui Zenon sunt primele exemple ale metodei de demonstrație denumită Reductio ad absurdum (reducerea la absurd), cunoscută și ca "demonstrația prin contradicție".
Argumentele lui Zenon sunt:
- spatiu
- unitatea
- iluzia mișcării

Argumentele aduse de Zenon împotriva realității mișcării sunt citate de Aristotel în Fizica:
a) Argumentul săgeții

Săgeata care zboară este în repaos. Fiindcă fiecare lucru este în repaos când ocupă un spațiu egal cu el însuși, și dacă ceea ce zboară ocupă întotdeauna, în orice moment, un spațiu egal cu el însuși, atunci nu se poate mișca.
b) Ahile și broasca țestoasă

Ahile nu va întrece niciodată broasca țestoasă. El trebuie să ajungă mai întâi în locul de unde broasca țestoasă a plecat. În acest timp, broasca țestoasă va căpăta un avans. Ahile va trebui s-o ajungă din urmă dar în acest timp broasca țestoasă va profita și va face un nou mic drum. El se va apropia tot timpul de ea dar fără s-o ajungă vreodată.
În 1889, Henri Bergson în Eseu asupra datelor imediate ale conștiinței a explicat paradoxurile prin confuzia dintre mișcare și spațiul parcurs; intervalul dintre două puncte este divizibil la infinit, dar actul mișcării nu.